# Irina Nikolajewna Alexejewa
Irina Nikolajewna Alexejewa (russisch Ирина Николаевна Алексеева; * 20. April 2002 in Moskau) ist eine russische Kunstturnerin.
Bei den im Rahmen der European Championships 2018 stattgefundenen Europameisterschaften 2018 in Glasgow wurde die seit 2018 startende Alexejewa Europameisterin im Mannschaftsmehrkampf.
Bei den Weltmeisterschaften 2018 in Doha gewann sie eine Silbermedaille im Mannschaftsmehrkampf.
2018 war sie in Kasan russische Vizemeisterin (Stufenbarren) und belegte Platz 3 im Bodenturnen.